# Percy Clinton Sydney Smythe
Pour les articles homonymes, voir Smythe.
Percy Clinton Sydney Smythe (Londres, 31 août 1780 ― ibidem, 29 mai 1855), 6e vicomte Strangford, est un diplomate anglo-irlandais. En particulier, il fut ambassadeur de son pays auprès du roi de Portugal, et à ce titre aida à organiser en 1807, devant l’avancée des troupes françaises sur Lisbonne, la fuite au Brésil de la famille royale portugaise au complet. Dans l’historiographie latino-américaine, spécialement dans celle de l’indépendance argentine, à l’acquisition de laquelle il apporta une certaine contribution, il est désigné simplement par Lord Strangford. Pair d'Irlande, collectionneur d’art et poète à ses heures, membre de la Royal Society, il fut aussi élevé au rang de pair du Royaume-Uni et habilité donc à siéger à la Chambre des lords.

## Biographie

### Biographie personnelle
Noble protestant d’ascendance irlandaise, fils de Lionel Smythe, 5e vicomte Strangford, et de Mary Eliza Philipse, il fit d’abord ses études à Harrow, pour acquérir ensuite un diplôme au Trinity College à Dublin en 1800, puis hérita l’année suivante du titre familial de vicomte Strangford dans la pairie d’Irlande. Quoiqu’ayant désiré dans sa jeunesse devenir poète, il embrassa la carrière diplomatique, et fut nommé en 1806 ambassadeur de Grande-Bretagne au Portugal. 
Il épousa en 1817 Ellen, fille de Sir Thomas Burke, avec qui il eut cinq enfants.
Devenu veuf en 1826, il épousa en secondes noces Katherine Benham, qui lui donna trois enfants, dont l’aîné deviendra l’artiste peintre et graveur Lionel Percy Smythe.
À sa mort lui succédera son fils aîné George Smythe, 7e vicomte Strangford, qui sera une figure active du mouvement Young England (conservateurs attachés au progrès social) au début des années 1840.
Il se vit conférer la décoration de chevalier grand-croix de l’ordre du Bain en 1815 et fut fait chevalier grand-croix de l’ordre royal des Guelfes en 1825. En février 1825, il fut élu membre de la Royal Society.
Ambassadeur auprès de la Sublime Porte, il eut la possibilité de réunir une série de fragments provenant de sculptures grecques anciennes. Dans sa collection d’antiquités figurait notamment le bouclier Strangford, marbre romain du IIIe siècle apr. J.-C., reproduisant le bouclier d’Athéna Parthénos, la sculpture de Phidias auparavant disposée dans le Parthénon et conservée aujourd’hui au British Museum.
Entre-temps, suivant sa pente pour la poésie, il traduisit non seulement les Rimas de Luís de Camões (anciennement Rhythmas, compilation des œuvres lyriques du poète classique portugais), mais encore composa lui-même des poèmes et en fit publier quelques recueils, qui furent flétris par Byron.
En 1825, il fut fait 1er baron Penshurst ― de la localité de Penshurst, dans le comté de Kent ― dans la pairie du Royaume-Uni, et eut alors titre à siéger à la Chambre des lords.

### Carrière diplomatique
Lord Strangford fut ambassadeur au Portugal (1806), en Suède (1817), dans l’Empire ottoman (1820), et en Russie (1825).
En 1807, devant l’avancée des troupes napoléoniennes sur Lisbonne, il aida, au titre de légataire de Grand-Bretagne au Portugal, à organiser et à coordonner, sur ordre de ses supérieurs, la fuite de l’entière maison royale portugaise à destination du Brésil, en mettant à contribution des vaisseaux de la Royal Navy. Il continua ensuite à exercer sa fonction diplomatique à Rio de Janeiro.
L’année suivante, nommé ambassadeur en Suède, il réussit à attirer dans l’orbite anglaise le roi Charles XIV, bien que celui-ci, Jean-Baptiste Bernadotte de son nom d’origine, fût d’origine française. Il sera ensuite ambassadeur au Danemark.
En 1822, il représenta la Grande-Bretagne au congrès de Vérone, lors duquel fut décidé notamment d’aider le roi d’Espagne Ferdinand VII à recouvrer le trône, cette fois des mains de ses propres sujets ; toutefois, dans le même temps, l’on sut amener Ferdinand à se résigner à la perte des colonies espagnoles en Amérique.
En 1826, ambassadeur en Russie, il s’entremit dans un des conflits à répétition entre ce pays et les Ottomans. C’est du reste le succès de cette mission diplomatique qui lui valut le titre de baron de la pairie anglaise.
S’étant retiré en 1829 de la carrière diplomatique, il alla siéger dans la Chambre des lords, où il rejoignit les rangs du parti conservateur.

#### Activité diplomatique en relation avec le Río de la Plata
Strangford s’opposa fermement à la politique de l’infante Charlotte Joachime de Bourbon, sœur du roi Ferdinand VII d’Espagne et épouse du roi Jean VI de Portugal, politique visant à instaurer un protectorat portugais sur la Vice-royauté du Río de la Plata. S’il contribua à façonner la politique portugaise de cette période, il tint un rôle sans doute bien plus important dans le processus d’indépendance de l’Argentine, en tant qu’il agit comme principal médiateur entre les révolutionnaires rioplatenses et le gouvernement britannique.
Afin que les prétentions de Charlotte et de ses alliés dans le Río de la Plata n’eussent aucune chance d’aboutir, il prit soin de neutraliser par tous les moyens les émissaires envoyés par ces derniers, les tenant éloignés de la princesse. Il se heurta au commandant de la flotte britannique à Río, Sidney Smith, lequel s’était au contraire engagé en faveur de l’infante, et obtint en 1809 qu’il fût relevé, ce qui diminua fortement les possibilités réelles du groupe charlottiste. À Buenos Aires, l’échec de cette option porta par la suite ses anciens partisans à se constituer en un parti politique révolutionnaire, qui allait être le facteur le plus actif dans le déclenchement de la révolution de Mai en 1810.
À la suite de la révolution de Mai, dont il n’eut tout d’abord que des informations fragmentaires, à telle enseigne qu’il la prit pour un mouvement de soutien à la France ou à l’infante Charlotte, il envoya l’ambassadeur Matías Irigoyen à Londres muni d’une lettre de recommandation, puis écrivit à Buenos Aires pour féliciter le nouveau gouvernement.
Début 1811, il reçut à Río le nouvel ambassadeur des Provinces unies, Manuel de Sarratea, à la demande duquel il intervint comme intermédiaire entre la Grande Junte, qui avait succédé à la Première Junte à la tête du nouvel État, et le vice-roi Francisco Javier de Elío, gouverneur royaliste de Montevideo. La trêve qu’il réussit à obtenir vola bientôt en éclats par les positions intransigeantes tant de la Junte que de la cour de Río de Janeiro, et fut suivie d'une invasion de la bande Orientale (grosso modo l’actuel Uruguay) par les troupes portugaises, ce qui plaça Strangford dans une mauvaise posture vis-à-vis de son propre gouvernement, la paix apparaissant en effet essentielle pour les intérêts commerciaux de l’Angleterre.
À la mi-1812, il reçut une nouvelle fois Sarratea, lequel refit le voyage de Londres en vue de parvenir à une pacification, et était disposé à reconnaître Ferdinand VII comme roi en échange d’une autonomie du Río de la Plata.
En mai 1812, sur les instances de Strangford, le gouvernement portugais signa avec les Provinces unies du Río de la Plata le traité Rademaker-Herrera, aux termes duquel le Portugal renonçait à occuper le territoire de la bande Orientale, laissant ainsi au gouvernement révolutionnaire le loisir de relancer le siège de Montevideo.
Une nouvelle tentative de médiation de Strangford entre les Provinces unies et l’Espagne n’eut pas davantage de succès, car l’offre de paix du consul d’Espagne se limitait à la seule bande Orientale. Si d’autres tentatives ultérieures n’eurent certes guère plus de résultat, ils atteignirent néanmoins ce qui était aux yeux des Britanniques l’objectif premier, savoir prolonger une situation où le gouvernement de Buenos Aires ne pût être enclin à nuire aux intérêts des commerçants anglais.
En janvier 1815, il reçut une nouvelle délégation des Provinces unies, formée de Bernardino Rivadavia et Manuel Belgrano, à qui il exposa les difficultés qu’ils devaient s’attendre à rencontrer en Europe, en particulier après la restauration monarchique en Espagne.
Peu après, il reçut Manuel José García, envoyé par Carlos María de Alvear pour offrir à l’Angleterre rien moins que la cession totale du Río de la Plata et sa transformation en colonie britannique. Strangford, embarrassé par une telle proposition, demanda des instructions à Londres, et s’efforça, sur ordre du ministère britannique, qui préférait préserver la paix avec l’Espagne et estimait sans doute que l'indépendance de l'Amérique espagnole n'était plus qu'une question de temps, de convaincre García de ne pas faire parvenir ses notes au premier ministre britannique ; par précaution, il empêcha García de quitter Río pour Londres. Depuis lors, les négociations entre le Río de la Plata et l’Angleterre eurent lieu directement par les ambassadeurs argentins à Londres.
En ce qui concerne l'opposition entre le Río de la Plata et le Brésil, il s’appliqua en premier lieu à servir les intérêts de l’Angleterre en se maintenant en bons termes avec toutes les parties, patriotes autant que royalistes, afin de ne s’en aliéner aucune en cas de victoire de l’un ou l’autre camp. Il fut relevé de son poste d’ambassadeur à Rio de Janeiro vers le milieu de 1815.